# Малосердобинский сельсовет
Малосердобинский сельсовет — муниципальное образование со статусом сельского поселения в Малосердобинском районе Пензенской области Российской Федерации.
Административный центр — село Малая Сердоба.

## История
Статус и границы сельского поселения установлены Законом Пензенской области от 2 ноября 2004 года № 690-ЗПО «О границах муниципальных образований Пензенской области».
22 декабря 2010 года в соответствии с Законом Пензенской области № 1992-ЗПО в состав сельсовета включены территории упразднённых Саполговского и Топловского сельсоветов.

## Население
| 2002  | 2010  | 2012  | 2013  | 2014  | 2015  | 2016  |
| ----- | ----- | ----- | ----- | ----- | ----- | ----- |
| 4988  | ↘4368 | ↗5300 | ↘5215 | ↘5124 | ↘5051 | ↘4936 |
| 2017  | 2018  | 2021  |       |       |       |       |
| ↘4923 | ↘4861 | ↘4783 |       |       |       |       |

## Состав сельского поселения
| № | Населённый пункт | Тип населённого пункта       | Население |
| - | ---------------- | ---------------------------- | --------- |
| 1 | Круглое          | село                         | ↘17       |
| 2 | Малая Сердоба    | село, административный центр | ↘4039     |
| 3 | Саполга          | село                         | ↘330      |
| 4 | Топлое           | село                         | ↘397      |